# Stictoptera ferromixta
Stictoptera ferromixta är en fjärilsart som beskrevs av Walker 1864. Stictoptera ferromixta ingår i släktet Stictoptera och familjen nattflyn. Inga underarter finns listade i Catalogue of Life.